# HMS Prince of Wales (1939)
HMS Prince of Wales – brytyjski pancernik z okresu II wojny światowej, jeden z pięciu okrętów typu King George V.
Został zbudowany w stoczni Cammell Laird w Birkenhead. Banderę Royal Navy podniesiono na nim 19 stycznia 1941 roku, chociaż formalnie został przyjęty do służby dopiero 31 marca, po zakończeniu prac stoczniowych. Z uwagi na toczące się działania wojenne pancernik nie odbył całego programu prób morskich i szkolenia załogi. Jego pierwszą akcją bojową był udział w pościgu za niemieckim pancernikiem „Bismarck” wraz z bitwą w Cieśninie Duńskiej 24 maja 1941 roku. W jej trakcie zatonął brytyjski krążownik liniowy „Hood”, a „Prince of Wales” odniósł poważne uszkodzenia i stracił 13 zabitych marynarzy.
Po remoncie w Rosyth okręt powrócił do służby w Home Fleet. Od 4 do 18 sierpnia gościł na pokładzie premiera Winstona Churchilla w jego podróży dyplomatycznej do Ameryki Północnej. W Zatoce Placentia u wybrzeży Nowej Fundlandii doszło do spotkania z prezydentem Stanów Zjednoczonych Franklinem D. Rooseveltem, podczas którego uchwalono Kartę Atlantycką. Na przełomie września i października wziął udział w operacji Halberd na Morzu Śródziemnym – osłonie konwoju z zaopatrzeniem dla Malty.
W październiku 1941 roku, w związku z zaostrzającą się sytuacją polityczno-militarną na Dalekim Wschodzie, zapadła decyzja o wysłaniu do Singapuru dwóch ciężkich okrętów brytyjskich, które miałyby szachować siły japońskie w Azji Południowo-Wschodniej. Wybór padł na „Prince of Wales” i krążownik liniowy „Repulse”. Utworzyły one Zespół Z (Force Z) pod dowództwem admirała Thomasa Philipsa. Okręty dotarły do Singapuru 2 grudnia, sześć dni przed japońską agresją. 8 grudnia wyszły w morze, by zaatakować desanty przeciwnika. Po fiasku operacji, w drodze powrotnej, 10 grudnia zostały zaatakowane przez japońskie samoloty bombowo-torpedowe w pobliżu miejscowości Kuantan. W bitwie powietrzno-morskiej zatopione zostały „Repulse” i „Prince of Wales” wraz z 840 marynarzami obu jednostek, w tym admirałem Philipsem i dowódcą pancernika, komandorem Johnem C. Leachem.
Wrak „Prince of Wales” pozostał na dnie Morza Południowochińskiego i jest chroniony jako grób 327 członków jego załogi.

## Zamówienie i budowa
Podpisany w 1922 roku traktat waszyngtoński wprowadził między innymi 10-letni zakaz budowy pancerników przez pięć państw-sygnatariuszy. Jednym z nielicznych wyjątków od tej zasady było zezwolenie udzielone Wielkiej Brytanii na budowę dwóch okrętów tej klasy typu Nelson. Traktat londyński z 1930 roku przedłużył „wakacje” w budowie pancerników do końca 1936 roku. Jednak wkrótce jasnym się stało, że dalsze ich obowiązywanie nie będzie możliwe. Wobec rozpoczęcia budowy nowych okrętów liniowych przez Francję, Włochy i Niemcy, także Royal Navy zgłosiła zapotrzebowanie na powiększenie swego stanu posiadania. Wstępne prace koncepcyjne nad przyszłymi pancernikami typu King George V rozpoczęły się w 1933 roku. Z rozmów nad kolejnym traktatem rozbrojeniowym w 1936 roku wycofały się Włochy i Japonia. Ustalenia II traktatu londyńskiego podtrzymały limit wyporności standardowej pancerników wynoszący 35 000 ts i określiły maksymalny kaliber dział na 14 cali (356 mm). Pomimo świadomości faktu, iż zobowiązania traktatowe pozostają w dużej mierze na papierze, labourzystowski rząd, silnie opowiadający się za redukcją wydatków na zbrojenia, zdecydował się zastosować podobne ograniczenia przy opracowywaniu założeń projektowych nowych okrętów tej klasy dla Royal Navy.
Finanse na budowę dwóch pierwszych jednostek zostały przyznane przez Parlament 21 kwietnia 1936 roku. 29 lipca tegoż roku przyszłe „King George V” i „Prince of Wales” zostały zamówione przez Admiralicję w ramach programu rozbudowy i modernizacji floty na rok 1936. Stępki pod budowy obu okrętów położono tego samego dnia: 1 stycznia 1937 roku. Kontrakt na budowę „Prince of Wales” otrzymała stocznia Cammell Laird & Co. Ltd. w Birkenhead. 3 maja 1939 roku odbyła się ceremonia wodowania, matką chrzestną pancernika była królowa Elżbieta, zaś wśród członków rodziny królewskiej i zaproszonych notabli znajdowała się między innymi jej córka Elżbieta. Nazwa „Prince of Wales” została nadana po raz siódmy w historii Royal Navy.
Na początku sierpnia 1940 roku, w trakcie prac wyposażeniowych, okręt został poważnie uszkodzony podczas nalotu Luftwaffe. Bomba lotnicza eksplodowała pod stępką, pomiędzy nabrzeżem a kadłubem, mniej niż dwa metry od lewej burty na wysokości rufowych wież artylerii kal. 133 mm. Wybuch spowodował wgięcie blach poszycia do wewnątrz kadłuba i rozerwanie połączeń na długości ponad 9 metrów. Ponieważ grodzie wodoszczelne nie były jeszcze ukończone, wlewająca się woda spowodowała przechył okrętu o około 10°. Do jej wypompowania użyto pomp strażackich – system drenażu był jeszcze nieczynny. Dla wykonania niezbędnych napraw dna kadłuba konieczne było ponowne zadokowanie pancernika. W związku z zagrożeniem kolejnymi nalotami ograniczono maksymalnie program prób stoczniowych i 19 stycznia 1941 roku oficjalnie zakończono prace wyposażeniowe. Następnego dnia, już pod banderą wojenną, z komandorem Louisem K. Hamiltonem jako dowódcą, „Prince of Wales” został wysłany do Rosyth. Podczas wypływania na holu z basenu portowego okręt otarł się dnem o piaszczystą mieliznę, szczęśliwie bez uszkodzeń kadłuba. Podczas rejsu pancernik dysponował jedynie dwiema z czterech śrub napędowych, dwie pozostałe miały być zainstalowane dopiero w trakcie następnego dokowania. W czasie cumowania po przybyciu do celu, doszło do przypadkowego wystrzelenia dwóch pocisków z dział przeciwlotniczych. Rozerwały się one ponad pracownikami stoczni w Rosyth, powodując niegroźne rany u dwóch z nich. Z kolei w komorze pocisków wieży artyleryjskiej „B” wybuchły małe pożary, a w akcji ratowniczej obrażenia odniosło dwóch członków załogi okrętu.
Po wykonaniu pozostałych prac wyposażeniowych przez stocznię w Rosyth, w marcu przeprowadzono ostateczne próby zdawczo-odbiorcze. 31 marca 1941 roku „Prince of Wales” został formalnie przejęty i wcielony do służby w Royal Navy, chociaż jeszcze w pierwszych dniach maja powrócił do stoczni w celu naprawienia wykrytych podczas eksploatacji usterek i montażu dodatkowego wyposażenia. W lutym nowym dowódcą okrętu (po awansie L.K. Hamiltona do stopnia admiralskiego) został mianowany komandor John C. Leach.

## Opis konstrukcji

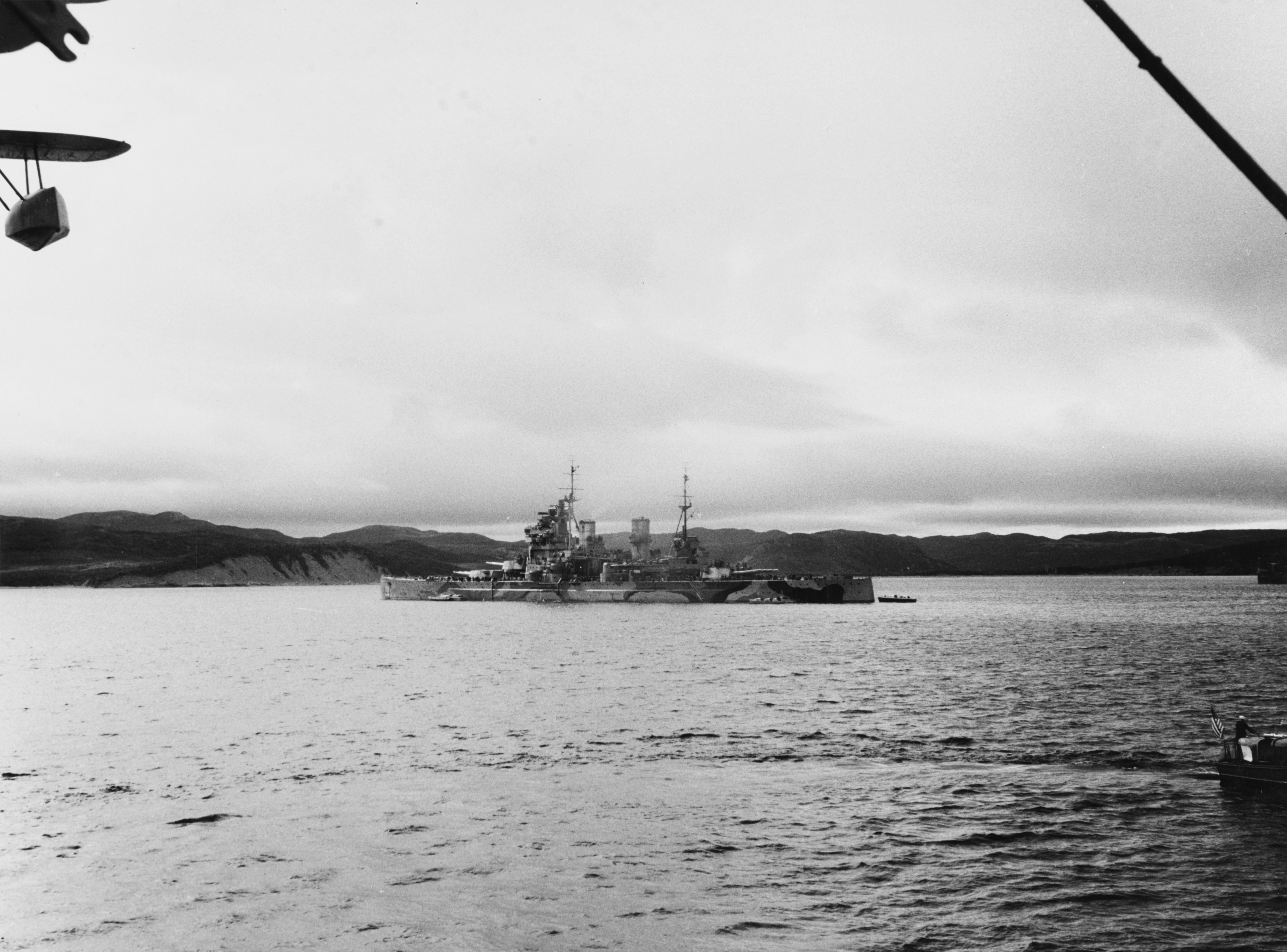
„Prince of Wales” na tle brzegów Nowej Fundlandii, sierpień 1941

Długość całkowita „Prince of Wales” wynosiła 227,12 m, długość między pionami 213,39 m, zaś na konstrukcyjnej linii wodnej (KLW) 225,58 m, szerokość na KLW 31,45 m. Wyporność standardowa według projektu miała wynosić 35 990 ton angielskich (ts), w trakcie prób w marcu 1941 roku uzyskano wartość dla wyporności pełnej równą 42 100 ts. Kadłub został podzielony na 19 przedziałów wodoszczelnych, co miało mu zapewnić dwuprzedziałową niezatapialność. Dno podwójne ciągnęło się na całej długości pancernika w najbardziej newralgicznych miejscach: rejonie urządzeń napędowych oraz komór amunicyjnych, było wypełnione paliwem dla lepszego pochłaniania energii wybuchów podwodnych. Charakterystyczną cechą sylwetki okrętu była wysoka, siedmiokondygnacyjna nadbudówka dziobowa, mieszcząca główne pomieszczenia dowodzenia, nawigacji, łączności i kierowania uzbrojeniem.
Napęd stanowiły cztery zespoły turbin parowych systemu Parsonsa, każdy składający się z turbiny wysokiego i niskiego ciśnienia, o łącznej mocy 110 000 shp, z możliwością przeciążenia łącznie o dodatkowe 15 000 shp. Poruszały one za pośrednictwem jednostopniowych przekładni redukcyjnych cztery wały napędowe z czterołopatowymi śrubami o średnicy 4,42 m i powierzchni łopat 34,14 m², wykonanymi ze stopu brązu manganowego. Zespoły turbin były umieszczone w czterech pomieszczeniach maszynowni, przy czym turbiny z dwóch przednich maszynowni napędzały wały zewnętrzne, zaś z tylnych wewnętrzne. Dodatkowo okręt posiadał dwie turbiny marszowe, każda o mocy 10 000 shp (z możliwością przeciążenia do 14 000 shp), połączone z tylnymi turbinami wysokociśnieniowymi i poruszające wały wewnętrzne. Parę do turbin dostarczało osiem dziewięciopaleniskowych, wysokociśnieniowych kotłów wodnorurkowych typu Admiralicji, trójwalczakowych, z opłomkami o cienkim przekroju, wstępnymi podgrzewaczami paliwa i wody kotłowej. Ich ciśnienie robocze wynosiło 28,12 at (24,6 at na turbinach) przy temperaturze 371 °C. Były one rozmieszczone po dwa w czterech kotłowniach, które dzięki systemowi połączeń krzyżowych mogły zasilać dowolny zespół turbin. Na próbach „Prince of Wales” uzyskał prędkość maksymalną 27,62 węzła przy 228 obrotach śrub na minutę. Zapas paliwa płynnego, wynoszący maksymalnie 3600 ts, miał według projektu zapewnić zasięg 14 000 mil morskich przy ekonomicznej prędkości 10 węzłów. Instalacja elektryczna pancernika, prądu stałego o napięciu 220 V, była zasilana przez sześć turbogeneratorów i dwa generatory napędzane silnikami wysokoprężnymi o łącznej mocy 2400 kW.
Głównym uzbrojeniem pancernika było dziesięć dział L/45 Mk VII kal. 356 mm (14 cali), umieszczonych w dwóch czterodziałowych wieżach Mk III, na dziobie i rufie, oraz jednej dwudziałowej wieży Mk II na dziobie, w superpozycji. Wieże były oznaczone kolejno „A”, „B” i „Y”, każda dysponowała własnym dalmierzem, czterodziałowe o bazie 12,5 m (41 stóp), dwudziałowa o bazie 9,14 m (30 stóp). Działa te były zaprojektowane specjalnie dla pancerników typu King George V i weszły do uzbrojenia w 1940 roku. Przy faktycznym kalibrze 355,6 mm i długości lufy równej 45 kalibrom, miały szybkostrzelność 1,5 strzału na minutę i donośność 35 260 m przy maksymalnym kącie podniesienia 40°. Masa obrotowa wieży poczwórnej wynosiła 1550 ts, podwójnej 898 ts. Do kierowania ogniem służyły dwa dalocelowniki z dalmierzami o bazie 4,57 m (15 stóp), jeden na szczycie dziobowej nadbudówki, drugi na nadbudówce rufowej za tylnym masztem. Ciężką artylerię przeciwlotniczą stanowiło 16 dział uniwersalnych L/50 QF Mk I kal. 133 mm (5,25 cala), rozmieszczonych po dwa w ośmiu wieżach artyleryjskich Mk I. Tworzyły one na każdej burcie dwuwieżowe baterie: dziobową i rufową, w których wieże bliższe śródokręciu znajdowały się w superpozycji. Działa Mk I miały lufy długości 50 kalibrów, maksymalny kąt podniesienia 70° i szybkostrzelność praktyczną do 8 strzałów na minutę. Wystrzeliwały pocisk o masie 37,2 kg na odległość 21 400 m w poziomie i 14 200 m w pionie. Ich ogień kierowany był za pomocą stanowisk systemów HACS (High Angle Control System), wykorzystujących dalocelowniki Mk IV HA/LA z dalmierzami o bazie 4,57 m (15 stóp). Lekkie uzbrojenie przeciwlotnicze składało się początkowo z czterech ośmiolufowych zestawów Mk VI dla armat automatycznych QF 2 pdr Mk VIII, tzw. pom-pomów, umieszczonych po dwa po bokach pierwszego komina na dachu hangaru; pojedynczego działa przeciwlotniczego Bofors Mk NI kal. 40 mm L/56, typu armijnego, na podstawie Mk III („Prince of Wales” był pierwszym brytyjskim pancernikiem, który otrzymał działo 40 mm Boforsa) zainstalowanego na rufie oraz trzech wyrzutni niekierowanych pocisków rakietowych UP (Unrotated Projectile): jednego na dachu wieży „B” i dwóch na wieży „Y”. Każda z nich składała się z 20 prowadnic dla 7-calowych (178 mm) rakiet stabilizowanych brzechwami. Po eksplozji z rakiety uwalniał się cienki drut, opadający na spadochronach i zakończony ładunkiem wybuchowym. Ideą działania broni było utworzenie salwą rakiet zapory z drutów, które miały oplątywać nadlatujące samoloty przeciwnika, niszczone następnie wybuchem ładunku.
Podczas pobytu w stoczni w Rosyth w czerwcu i lipcu 1941 roku zdemontowano uznane za nieskuteczne wyrzutnie rakietowe, instalując w zamian na dachach wież „B” i „Y” po jednym ośmiolufowym zestawie pom-pomów (według jednego ze źródeł na wieży „B” umieszczono czterolufowy pom-pom), których liczba wzrosła w ten sposób do 48, oraz dodatkowe stanowiska kierowania ich ogniem. Już w drodze na Daleki Wschód, w listopadzie, w stoczni w Simonstown zamontowano na okręcie siedem (nie zostało wyjaśnione, czy w ostatnich dniach przed zatopieniem nie dodano ich więcej) pojedynczych stanowisk dział automatycznych Oerlikon kal. 20 mm, po dwa na bocznych pomostach nadbudówki dziobowej oraz trzy na pokładzie rufowym.
„Prince of Wales” w momencie wejścia do służby dysponował następującymi radarami: typu 279 służącym do obserwacji przestrzeni powietrznej oraz typu 284, artyleryjskim dla dział kal. 356 mm. W maju 1941 roku dodano cztery radary typu 285, artyleryjskie dla dział kal. 133 mm oraz cztery radary typu 282 dla pom-pomów. Pancernik stał się w ten sposób pierwszym w Royal Navy okrętem mającym tak różnorodne wyposażenie radarowe. Podczas remontu w Rosyth zainstalowano dodatkowo radar typu 271, obserwacji powierzchni wody. Ponadto pancernik posiadał radionamiernik kierunkowy wysokiej częstotliwości typu FC-2.
Na wyposażenie lotnicze okrętu składały się: stała katapulta typu DIIH, umieszczona poprzecznie na śródokręciu oraz dwie (pierwotnie planowano cztery, ale w praktyce zrezygnowano z dwóch, stacjonujących na katapulcie) łodzie latające Supermarine Walrus, przechowywane w hangarach po bokach przedniego komina.
System ochrony biernej okrętu opierał się na wprowadzonej przez Amerykanów zasadzie „wszystko albo nic” (all-or-nothing). Jego podstawę stanowiła cytadela pancerna, chroniąca najbardziej wrażliwe części okrętu i obejmująca 56% długości kadłuba. Główny burtowy pas pancerny miał maksymalną grubość 381 mm w rejonie komór amunicyjnych oraz 356 mm w rejonie siłowni. Pokład pancerny składał się z płyt o maksymalnej grubości 152 mm w rejonie wież artyleryjskich i komór amunicyjnych oraz 127 mm w rejonie urządzeń napędowych. Komory amunicyjne posiadały dodatkowe zabezpieczenie w postaci pancerza przeciwodłamkowego grubości 38 mm. Na dziobie i rufie cytadelę zamykały poprzeczne grodzie grubości 254 do 305 mm. Poza obszarem cytadeli opancerzone zostały między innymi: stanowiska dowodzenia w nadbudówce dziobowej i na rufie, dalocelowniki i maszynka sterowa. Wieże artyleryjskie miały pancerz czołowy grubości do 330 mm, boczny 178 mm i strop do 152 mm. Barbety były wykonane jako cylindry ze stali pancernej grubości do 356 mm. Wieże armat uniwersalnych miały pancerz grubości do 25 mm, zaś ich podstawy były chronione osłonami grubości do 51 mm. Pozostałe stanowiska artyleryjskie miały jedynie osłony przeciwodłamkowe. Ochronę przeciwtorpedową części podwodnej stanowiły trzy wzdłużne grodzie, z których trzecia, główna, miała grubość 22 mm.
Projektowana załoga pancernika wynosiła 70 oficerów oraz 1339 podoficerów i marynarzy, w rzeczywistości była liczniejsza. W czasie ostatniej bitwy na okręcie znajdowało się 85 oficerów oraz 1436 podoficerów i marynarzy. Do ich dyspozycji pozostawała cała gama środków ratunkowych, obejmujących łodzie ratunkowe różnych typów, zgromadzone na dachu nadbudówki rufowej, pomiędzy masztem a drugim kominem.

## Przebieg służby

### Pościg za „Bismarckiem”

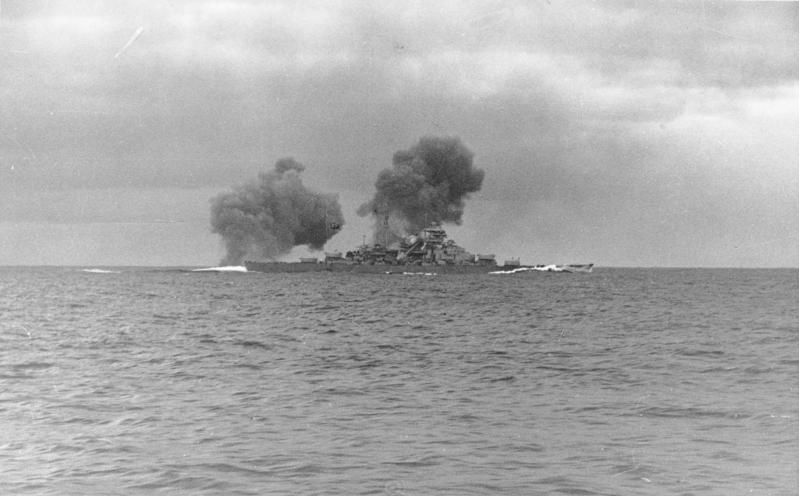
„Bismarck” strzelający podczas bitwy w Cieśninie Duńskiej. Fotografię wykonano z pokładu krążownika „Prinz Eugen”.

10 maja 1941 roku „Prince of Wales” dołączył do Home Fleet w Scapa Flow, rozpoczynając tam szkolenie artyleryjskie i zgrywanie załogi. Na okręcie cały czas przebywali stoczniowcy z Cammell Laird, przeprowadzający próby szczelności przedziałów wodoszczelnych oraz technicy z Vickersa, pracujący przy powtarzających się wciąż usterkach głównego uzbrojenia. W nocy z 18 na 19 maja 1941 roku Kriegsmarine rozpoczęła operację Rheinübung: z portu Gotenhafen wyszły w morze pancernik „Bismarck” i ciężki krążownik „Prinz Eugen”, kierując się w stronę Cieśnin Duńskich, by po przejściu na Ocean Atlantycki podjąć działalność rajderską. Gdy wczesnym popołudniem 19 maja zespół niemiecki płynął wzdłuż granicy szwedzkich wód terytorialnych, został zauważony przez obserwatorów na patrolujących tam szwedzkich okrętach, a wiadomość o tym dotarła wkrótce nie tylko do dowództwa szwedzkiej marynarki, ale, za pośrednictwem brytyjskiego attaché wojskowego w Sztokholmie, komandora Henry’ego Denhama, także do Admiralicji. 21 maja okręty niemieckie zawinęły do Grimstadfjordu koło Bergen. Tego samego dnia dowodzący Home Fleet admirał John C. Tovey zdecydował o dołączeniu pancernika do zespołu wiceadmirała Lancelota Hollanda na krążowniku liniowym „Hood”. Opuściły one Scapa Flow godzinę po północy 22 maja. Miały dotrzeć do Islandii, tam uzupełnić paliwo i zająć pozycję dogodną do przechwycenia niemieckich okrętów podczas ich przedzierania się przez Cieśninę Duńską, pomiędzy brzegami Islandii a Grenlandii. Komandor Leach, który zdawał sobie sprawę z nazbyt częstych usterek artylerii swojego okrętu oraz braków w wyszkoleniu załogi, osobiście poprosił cywilnych pracowników Vickersa o pozostanie na pokładzie.
23 maja wieczorem płynące przez Cieśninę Duńską „Bismarck” i „Prinz Eugen” zostały wykryte przez patrolujący tam ciężki krążownik „Suffolk”, do którego w nocy dołączył drugi krążownik, „Norfolk”. Ruszyły one za niemieckimi okrętami, utrzymując kontakt radarowy i wzrokowy. Na wieść o wykryciu odległego o około 300 mil morskich przeciwnika, admirał Holland na „Hoodzie” nakazał swemu zespołowi zwiększenie prędkości i obranie kursu spotkaniowego. Do starcia doszło wczesnym rankiem 24 maja. Brytyjczycy pierwsi wykryli przeciwnika i ruszyli niemal równoległym kursem, powoli zbliżając się do „Bismarcka” i „Prinz Eugena”. O godzinie 5.10 admirał Holland ogłosił alarm bojowy, wkrótce potem zmienił kurs na zbliżenie. Jako pierwszy, o 5.53, otworzył ogień „Hood”, omyłkowo biorąc na cel krążownik „Prinz Eugen”, który był wówczas pierwszym okrętem w szyku niemieckim. Artylerzyści „Prince of Wales” od początku ostrzeliwali „Bismarcka”. Już po pierwszej salwie uszkodzeniu uległa wieża artyleryjska A, innym problemem było zalewanie dalmierzy w wieżach dziobowych przez rozbryzgi fal przelewających się ponad pokładem przy dużej prędkości okrętu. Jednak w trzeciej i czwartej salwie uzyskano obramowanie celu i jeden z pocisków trafił w dziób niemieckiego pancernika, niszcząc grodzie i powodując zanieczyszczenie znajdujących się tam zbiorników paliwa wodą zaburtową. W ciągu całego starcia, znanego jako bitwa w Cieśninie Duńskiej, artyleria „Prince of Wales” uzyskała jeszcze dwa trafienia: w burtę na śródokręciu poniżej linii wodnej, które zniszczyło lewoburtowe dziobowe generatory i spowodowało stopniowe zalewanie kotłowni nr 2 oraz w jedną z szalup na pokładzie, które uszkodziło mechanizm hydrauliczny katapulty. Efektem tych trafień była utrata części paliwa oraz mocy układu napędowego, co w konsekwencji zmusiło Niemców do przerwania operacji i skierowania „Bismarcka” do St. Nazaire.

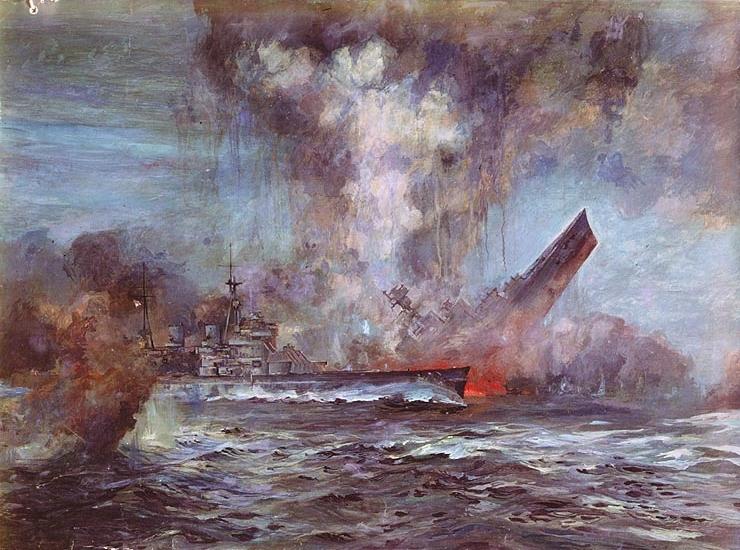
Artystyczna wizja tonącego „Hooda” i omijającego go „Prince of Wales” pędzla J.C. Schmitz-Westerholta

Po zniszczeniu „Hooda” oba niemieckie okręty przeniosły ogień na „Prince of Wales”, który wkrótce zaczął otrzymywać trafienia pociskami kal. 380, 203 i 150 mm. Omijając miejsce eksplozji „Hooda”, pancernik niebezpiecznie zbliżył się do przeciwników i pierwszy celny pocisk głównej artylerii „Bismarcka” uderzył o 6.02 w prawoburtową platformę kompasową. Odłamki czepca balistycznego oraz fragmenty zniszczonej konstrukcji spadły na górną część pomostu dowodzenia. Zginęła lub odniosła rany większość jego obsady, raniony został między innymi oficer nawigacyjny, jedynie komandor Leach i podoficer sygnalizacyjny szczęśliwie uniknęli obrażeń. W dalszej drodze pocisk przeszedł na ukos przez kolejne pomieszczenia, nie eksplodując, lecz niszcząc wszystko na swej drodze i wychodząc po przeciwległej burcie. Drugi pocisk, który trafił niemal w tym samym czasie, pochodził prawdopodobnie z działa kal. 203 mm z „Prinz Eugena”. On także nie eksplodował, ale spowodował zniszczenia w strukturze nadbudówki i dalocelowników artylerii uniwersalnej. Kolejny, kal. 380 mm, uszkodził bom do obsługi wodnosamolotów i eksplodował na płaszczu osłaniającym rufowy komin, a jego odłamki uszkodziły pokład łodziowy i znajdujące się tam szalupy, wentylatory oraz elementy wyposażenia. Wybuch spowodował także zniszczenie znajdującej się na katapulcie łodzi latającej Walrus, która musiała być wyrzucona za burtę. Wydobywające się z przebitego komina spaliny zostały zassane systemem wentylacyjnym do kotłowni. Czwarty pocisk, kal. 203 mm, nie eksplodował i po kilku rykoszetach wewnątrz kadłuba upadł na pokład w pomieszczeniu obsługi jednej z wież artylerii uniwersalnej, z którego został później zrzucony do morza. Piąty, kal. 380 mm, przebił burtę poniżej linii wodnej i zatrzymał się na pancernej grodzi przeciwtorpedowej, nie eksplodując. Został usunięty z kadłuba podczas pobytu w stoczni w Rosyth, przez wycięty otwór w poszyciu dna. Także następny pocisk, kal. 203 mm, uderzył poniżej linii wodnej poza obszarem pancernej cytadeli na rufie. Jego eksplozja spowodowała uszkodzenia poszycia, grodzi i pomieszczeń znajdujących się w tym rejonie. Poprzez powstałe przebicia do wnętrza kadłuba zaczęła dostawać się woda, która wypełniła także uszkodzony tunel jednego z wałów napędowych. Inny pocisk tego samego kalibru eksplodował w pobliżu pomieszczenia maszynki sterowej, a jego odłamki rykoszetowały na chroniącym ją pancerzu i zostały w większości wyrzucone na zewnątrz kadłuba. Naruszeniu uległa konstrukcja pokładu dolnego i średniego na rufie. W okręt uderzył też przynajmniej jeden pocisk kal. 150 mm, z artylerii średniej którejś z niemieckich jednostek.
Komandor Leach zdecydował się na zwrot na lewą burtę, aby oddalić się od celnie strzelających okrętów przeciwnika. Jednocześnie pancernik postawił zasłonę dymną. Około godziny 6.13, w trakcie wykonywania skrętu, jeden z pocisków w rufowej wieży artyleryjskiej zsunął się z podajnika i zablokował mechanizm obrotu wieży, która stała się niezdatna do użytku. W obliczu faktów: uszkodzonych wież artylerii głównej, słabo wyszkolonej załogi i widocznej przewagi Niemców, dowódca okrętu podjął decyzję o przerwaniu pojedynku i wycofaniu się na bezpieczną odległość. Pancernik zajął pozycję kilkanaście mil morskich za rufami jednostek przeciwnika i przyłączył się do śledzących je „Norfolka” i „Suffolka”. W ciągu kolejnych godzin połączone siły załogi i techników cywilnych doprowadziły do usunięcia znacznej części usterek i przywrócenia sprawności bojowej większości mechanizmów okrętu. Podczas bitwy w Cieśninie Duńskiej zginęło dwóch oficerów oraz 11 marynarzy, oficer i dalszych ośmiu marynarzy zostało rannych. W kadłubie pancernika znajdowało się około 600 ton wody, prędkość i zasięg były nieznacznie zmniejszone.
„Prince of Wales” jeszcze dwukrotnie w ciągu kolejnych godzin prowadził krótkie pojedynki artyleryjskie z „Bismarckiem”. Po raz pierwszy 24 maja około 18.45, oddając kilkanaście salw z odległości 27 500 m, po raz drugi w nocy z 24 na 25 maja, około 1.30. Tym razem starcie było krótsze: obie strony oddały jedynie po dwie-trzy niecelne salwy na dystansie około 15 000 m. Wkrótce potem Brytyjczycy utracili kontakt radarowy z „Bismarckiem”, a po południu 25 maja, z powodu gwałtownie malejącego zapasu paliwa, „Prince of Wales” został odwołany z poszukiwań i skierowany do islandzkiego Hvalfjörður. 26 maja odbył się w morzu pogrzeb poległych.

### Konferencja atlantycka

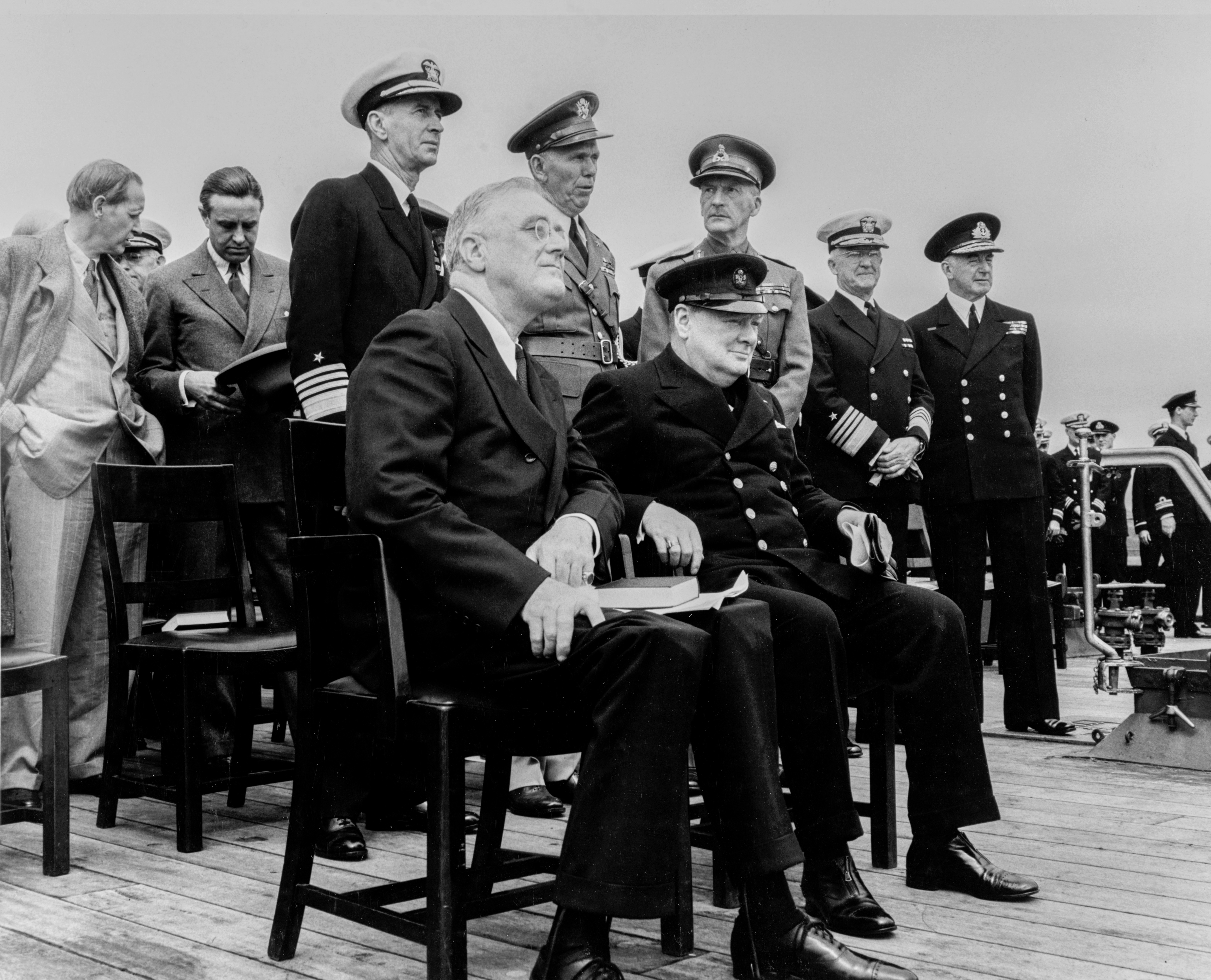
Prezydent Roosevelt i premier Churchill na pokładzie „Prince of Wales” podczas konferencji w Zatoce Placentia

Przez następne sześć tygodni pancernik przebywał w stoczni w Rosyth, gdzie naprawiano uszkodzenia powstałe podczas operacji przeciwko „Bismarckowi”, usunięto również znajdujący się w kadłubie niewybuch. Jednocześnie dokonano zmian w uzbrojeniu przeciwlotniczym, zastępując nieefektywne wyrzutnie rakiet UP dwoma ośmiolufowymi pom-pomami. 16 lipca okręt powrócił w skład Home Fleet i podjął na nowo szkolenie załogi. W tym czasie sytuacja na frontach II wojny światowej uległa znaczącej zmianie: III Rzesza dokonała agresji na Związek Radziecki. Pod koniec lipca premier Winston Churchill uzgodnił z wysłannikiem prezydenta Stanów Zjednoczonych, Harrym Hopkinsem, szczegóły spotkania z Franklinem D. Rooseveltem na Nowej Fundlandii. 4 sierpnia Churchill przybył do Scapa Flow na pokładzie niszczyciela „Oribi” i przeszedł na „Prince of Wales”, na którym, z zachowaniem całkowitej tajemnicy, miał odbyć podróż przez Atlantyk. Towarzyszyli mu powracający z rozmów ze Stalinem Harry Hopkins, oraz cały sztab doradców, z pierwszym lordem Admiralicji, admirałem sir Dudleyem Poundem.
Pancernik wypłynął ze Scapa Flow w eskorcie czterech niszczycieli 4 sierpnia. Następnego dnia, w rocznicę rozpoczęcia przez Niemcy działań wojennych w 1914 roku, Churchill wysłał z jego pokładu specjalną depeszę do Roosevelta. W związku ze sztormową pogodą na Atlantyku, admirał Pound podjął decyzję o samotnym rejsie do Nowej Fundlandii, tj. o rezygnacji z eskorty niszczycieli, które nie mogły w tych warunkach rozwinąć odpowiedniej prędkości. „Prince of Wales” dotarł bezpiecznie do Zatoki Palcentia rankiem 9 sierpnia. Tego samego dnia na miejsce spotkania przypłynął, ciężkim krążownikiem „Augusta”, prezydent Stanów Zjednoczonych. 10 sierpnia, po uroczystym nabożeństwie, na „Prince of Wales” nastąpiło pierwsze od 1919 roku spotkanie głów obu państw.
Podczas dwudniowych rozmów, toczonych w pomieszczeniach obu okrętów, ustalono zapis wspólnej deklaracji, ustalającej sposób działań sprzymierzonych podczas toczącej się wojny, proklamowanej 11 sierpnia i nazwanej później Kartą Atlantycką. 12 sierpnia, po uroczystym pożegnaniu, „Prince of Wales” z premierem i jego doradcami na pokładzie, wyruszył w drogę powrotną. 15 sierpnia dołączył na krótki czas do jednego z transatlantyckich konwojów, następnego dnia zawinął do Hvalfjörður, gdzie uzupełniono zapasy paliwa i 18 sierpnia dopłynął bezpiecznie do Scapa Flow.

### Operacja Halberd
W połowie września 1941 roku Admiralicja przygotowała dużą operację konwojową, mającą na celu dostarczenie zaopatrzenia dla obrońców Malty. Otrzymała ona kryptonim „Halberd”. 17 września konwój WS-11X, składający się z dziewięciu statków, wypłynął z Firth of Clyde. Jego eskortę stanowiły „Prince of Wales” jako okręt flagowy wiceadmirała Albana T.B. Curteisa, cztery krążowniki lekkie i dwanaście niszczycieli. W dniach od 21 do 24 września dołączyły do eskorty: lotniskowiec „Ark Royal”, pancerniki „Nelson” i „Rodney”, krążownik przeciwlotniczy i sześć niszczycieli. Pancerniki, lotniskowiec i część niszczycieli utworzyły osobny zespół, mający interweniować w razie zagrożenia konwoju przez włoskie okręty nawodne.
27 września, po jednym z ataków lotniczych, uszkodzenie po trafieniu torpedą odniósł „Nelson”, który przez pewien czas towarzyszył jeszcze konwojowi, a później zawrócił do Gibraltaru. Po południu tego samego dnia brytyjski samolot rozpoznawczy zlokalizował silny zespół floty włoskiej, przeciwko któremu wysłano pozostałe dwa pancerniki i „Ark Royal”. Jednak do spotkania okrętów nie doszło, ponieważ Włosi po utracie elementu zaskoczenia powrócili do baz. W związku z tym brytyjskie jednostki dołączyły ponownie do eskorty konwoju, biorąc udział w odpieraniu ataków lotniczych. W ich trakcie artylerzyści „Prince of Wales” zestrzelili dwa włoskie samoloty torpedowe i, omyłkowo, trzy (według innego źródła jeden) własne myśliwce. Wieczorem tego samego dnia ciężkie okręty zawróciły do Gibraltaru, skąd „Prince of Wales” wyruszył w powrotną drogę do Scapa Flow. Dotarł tam 6 października.
Operacja Halberd zakończyła się sukcesem: osiem z dziewięciu transportowców dotarło z zaopatrzeniem na Maltę, strona brytyjska straciła jeden statek („Imperial Star”) i miała poważnie uszkodzonego „Nelsona”.

### Bitwa pod Kuantanem

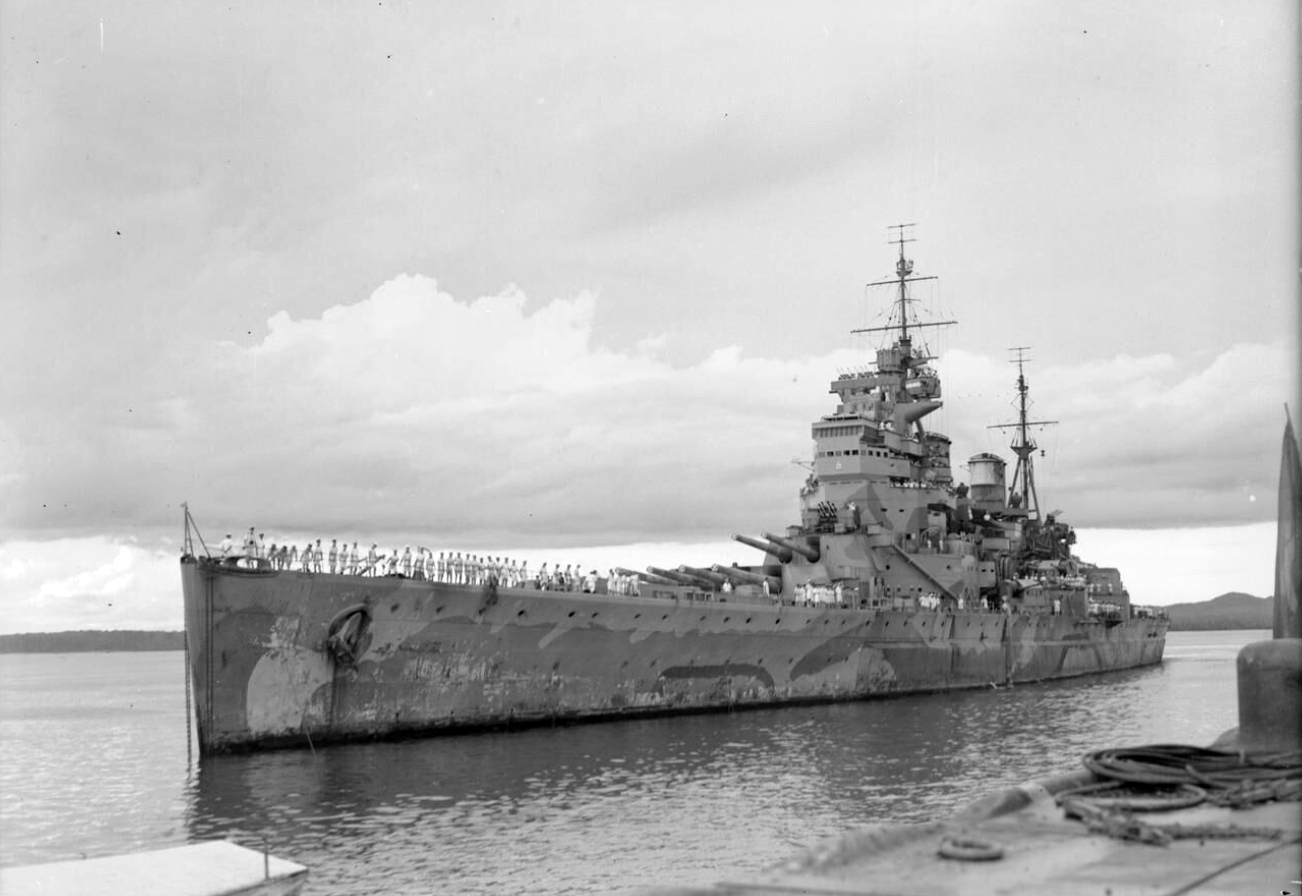
„Prince of Wales” w Singapurze, 4 grudnia 1941

W związku z zaostrzającą się sytuacją polityczną w Azji, w październiku 1941 roku premier Winston Churchill zdecydował o wzmocnieniu brytyjskiej obecności wojskowej na Malajach. Zgodnie z jego decyzją, a wbrew opinii lordów Admiralicji i admirała Toveya, do Singapuru, który był główną twierdzą w brytyjskich posiadłościach w Azji Południowo-Wschodniej, został wysłany silny zespół floty. W jego skład miały wchodzić pancernik „Prince of Wales”, krążownik liniowy „Repulse” oraz lotniskowiec „Indomitable”. Ten ostatni wszedł jednak 3 listopada, na skutek błędu nawigacyjnego, na rafę koralową w rejonie Kingston na Jamajce i uszkodził dno, w wyniku czego został odesłany na remont do Stanów Zjednoczonych. Dowództwo nad pozostałymi dwoma okrętami i równocześnie nad całością brytyjskiej Floty Wschodniej (Eastern Fleet) objął admirał Thomas Philips.
„Prince of Wales” wypłynął ze Scapa Flow 23 października w eskorcie niszczycieli „Express” i „Electra”, by następnego dnia zawinąć do Greenock, gdzie na pokład wszedł admirał Philips z oficerami sztabu. 25 października okręty opuściły Wielką Brytanię, biorąc kurs na Daleki Wschód, przez Freetown i Kapsztad (Simonstown), trasą dookoła Przylądka Dobrej Nadziei. W Kapsztadzie admirał Philips spotkał się z premierem Janem Smutsem. 28 listopada pancernik dotarł do Kolombo na Cejlonie, gdzie dołączył do niego krążownik liniowy „Repulse”. Stamtąd, w eskorcie niszczycieli „Express”, „Electra”, „Encounter” i „Jupiter” wypłynęły do Singapuru. W rejsie zespołem dowodził z racji starszeństwa komandor William Tennant, dowódca „Repulse”, ponieważ admirał Philips odleciał wcześniej łodzią latającą, wyprzedzając podległe sobie okręty, które dotarły do celu 2 grudnia. Tam formacja otrzymała nazwę Zespołu Z (Force Z), a jej okrętem flagowym został „Prince of Wales”.

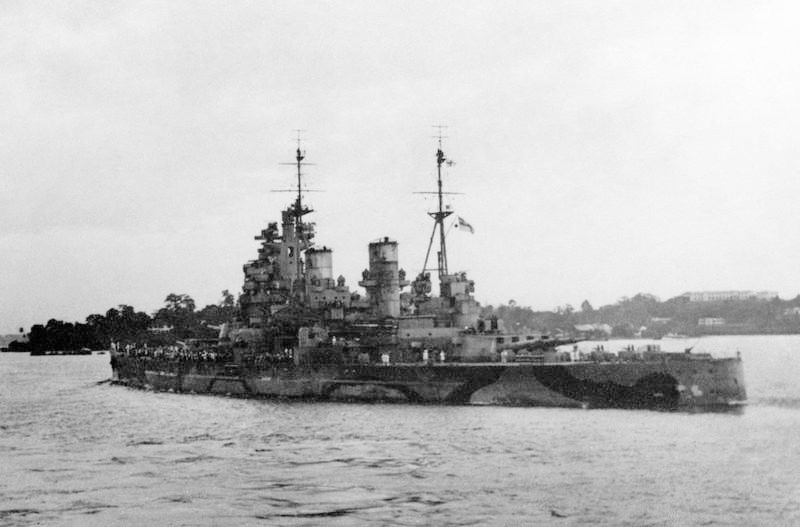
„Prince of Wales” wypływa z Singapuru 8 grudnia 1941

4 grudnia admirał Philips poleciał do Manili na Filipinach, gdzie spotkał się z amerykańskim admirałem Thomasem C. Hartem, dowódcą Floty Azjatyckiej oraz generałem MacArthurem. W trakcie rozmów usiłował skłonić admirała Harta do przekazania pod swoje dowództwo dwóch dywizjonów amerykańskich niszczycieli. 6 grudnia wieczorem australijski samolot rozpoznawczy wykrył japoński konwój w silnej eskorcie, płynący w kierunku Syjamu. Na wieść o tym admirał Philips przerwał wizytę w Manili i rozkazał swojemu zastępcy i szefowi sztabu, kontradmirałowi Arthurowi Palliserowi przygotować cały zespół do wyjścia w morze. 8 grudnia tuż po północy czasu lokalnego Japończycy rozpoczęli desant na plażach Malajów i Syjamu. Także 8 grudnia, około 4.40 rano, rozpoczął się pierwszy nalot na Singapur. Japońskie samoloty zrzuciły bomby na kotwicowisko marynarki i pobliskie lotniska, nie wyrządzając jednak poważniejszych szkód. Jeszcze tego samego dnia admirał Philips podjął decyzję o wyjściu w morze przeciwko japońskim zespołom inwazyjnym. Według jego planu obydwa ciężkie okręty w osłonie czterech nadających się aktualnie do akcji niszczycieli („Electra”, „Express”, „Vampire” i „Tenedos”) miały popłynąć na północ i 10 grudnia nad ranem zaskoczyć przeciwnika w Zatoce Syjamskiej, w rejonie desantów pod Kota Bharu, Singorą i Patani. Ochronę z powietrza miały zapewnić myśliwce RAF. Zespół opuścił Singapur wkrótce po godzinie 17.00 8 grudnia i skierował się na północny wschód, omijając w ten sposób japońskie pola minowe. Następnie podążył w kierunku Zatoki Syjamskiej. Na czas operacji zarządzono całkowitą ciszę radiową. Nocą okręty zespołu odebrały sygnał od pozostałego w Singapurze kontradmirała Pallisera, który informował, że osłona myśliwska w rejonie planowanej 10 grudnia akcji nie będzie możliwa.
9 grudnia około 13.40, w odległości 300 mil morskich na północ od Singapuru, zespół został dostrzeżony przez japoński okręt podwodny I-65, komandora Hakuo Harady. Przed wieczorem okręty zostały odnalezione także przez japońskie samoloty rozpoznawcze. Admirał Philips, mając świadomość, że stracił atut zaskoczenia i dalsze pozostawanie na dotychczasowym kursie naraża jego okręty na niebezpieczeństwo ataków lotniczych, postanowił zawrócić do Singapuru. Najpierw jednak (po 18.30) odesłał w drogę powrotną stary niszczyciel „Tenedos”. Pozostałe okręty skręciły najpierw na zachód, ze zwiększoną do 26 węzłów prędkością, by około 20.30 położyć się na kurs prowadzący do Singapuru. Po północy 10 grudnia admirał Philips otrzymał wiadomość radiową, że w rejonie miejscowości Kuantan, w połowie odległości pomiędzy Kota Bharu a Singapurem, rozpoczął się kolejny japoński desant. Podjął wówczas decyzję o kolejnej zmianie kursu, by zaskoczyć i zniszczyć flotę inwazyjną. Wciąż zachowując bezwzględną ciszę radiową, nie poinformował o swojej decyzji nikogo w bazie. 50 minut po północy okręty ruszyły pełną prędkością na południowy zachód, w kierunku Kuantanu. Nieco wcześniej Zespół Z został wykryty przez kolejny japoński okręt podwodny I-58, którego dowódca, komandor Sohichi Kitamura, przeprowadził nieudany atak torpedowy i zameldował o sytuacji swojemu dowództwu. Na skutek kłopotów z łącznością część jego raportów dotarła z opóźnieniem lub nie została odczytana, tworząc w efekcie błędny obraz sytuacji. Tym niemniej Japończycy odkryli wówczas, że przeciwnik zawrócił w kierunku Singapuru i poznali jego aktualną pozycję.

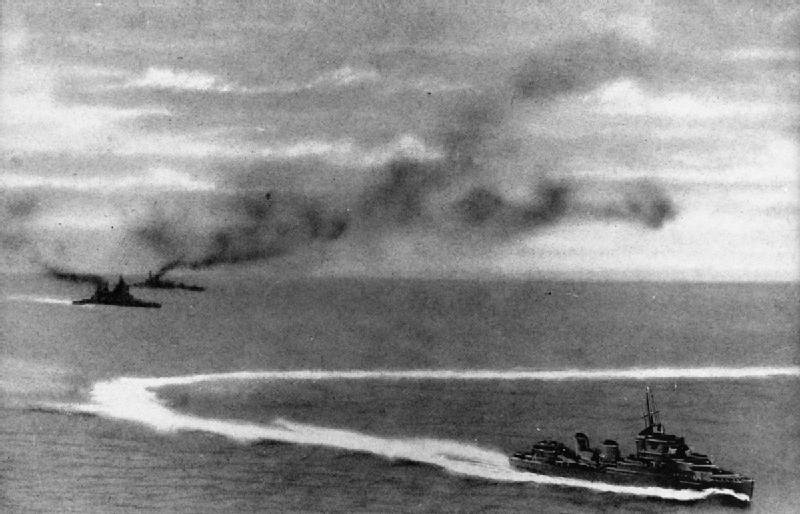
„Prince of Wales” i „Repulse” podczas bitwy pod Kuantanem, na pierwszym planie jeden z niszczycieli. Zdjęcie po obróbce cyfrowej.

Po dotarciu w pobliże Kuantanu admirał Philips rozkazał katapultować jedną z rozpoznawczych amfibii Supermarine Walrus, której załoga miała wykonać lot nad rejonem domniemanego desantu. Jej pilot C.R. Bateson wykonał zadanie, nie zauważając jakichkolwiek śladów aktywności przeciwnika, po czym zawrócił w kierunku własnych okrętów i nadał raport o sytuacji przy pomocy sygnałów aldisa. Aby nie tracić czasu na wodowanie i podnoszenie maszyny na pokład, odleciał później do Singapuru. Około 10 rano 10 grudnia jeden z poszukujących Brytyjczyków japońskich samolotów rozpoznawczych natknął się na Zespół Z i rozpoczął nadawanie sygnałów radiowych, mających naprowadzić nań własne samoloty bombowo-torpedowe. Pierwsze bombowce 22. Flotylli Powietrznej pojawiły się nad brytyjskimi okrętami około 11.00. Pomimo oczywistego faktu wykrycia i zaatakowania jego zespołu, admirał Philips nie przerwał ciszy radiowej, aby zażądać osłony myśliwskiej. Gdy nadlatujące samoloty znalazły się w zasięgu własnej ciężkiej artylerii przeciwlotniczej, nakazał otwarcie ognia i jednocześnie rozpoczęcie przez oba ciężkie okręty zwrotu o 30° na prawą burtę, a następnie drugiego o 50° w lewo. Manewr ten uniemożliwił celowniczym właściwe odkładanie poprawek, co sprawiło, że brytyjski ogień w pierwszej fazie starcia był nieskuteczny.
„Prince of Wales” nie był celem ataku pierwszej fali samolotów. Dopiero dziewięć samolotów torpedowych drugiej fali skierowało się w jego stronę. Jeden zestrzelono, lecz tuż przed 11.45 torpeda trafiła w lewą burtę na rufie, a jej eksplozja zniszczyła lewoburtowy zewnętrzny wał napędowy. Ten, wciąż obracając się, rozerwał blachy poszycia i grodzie wodoszczelne. Do wnętrza kadłuba napłynęło około 2400 ton wody, powodując znaczne przegłębienie na rufę i lewą burtę. Zniszczone lub uszkodzone zostały generatory elektryczne, co pozbawiło zasilania część stanowisk artylerii przeciwlotniczej, maszynę sterową i instalacje awaryjne. Okręt stracił możliwość manewru, prędkość maksymalna spadła do około 15 węzłów. Według raportów bitewnych w tym ataku pancernik trafiły, na wysokości rufowych wież artylerii przeciwlotniczej, jeszcze dwie torpedy, ale płetwonurkowie badający wrak w 2007 roku nie odnaleźli śladów eksplozji w tych miejscach (być może eksplodowały przed uderzeniem w burtę). O 12.10 na maszt okrętu wciągnięto flagę kodu sygnałowego oznaczającą brak kontroli nad jednostką. Wówczas „Repulse” zbliżył się doń na odległość czterech kabli, aby dać wsparcie swej artylerii przeciwlotniczej.

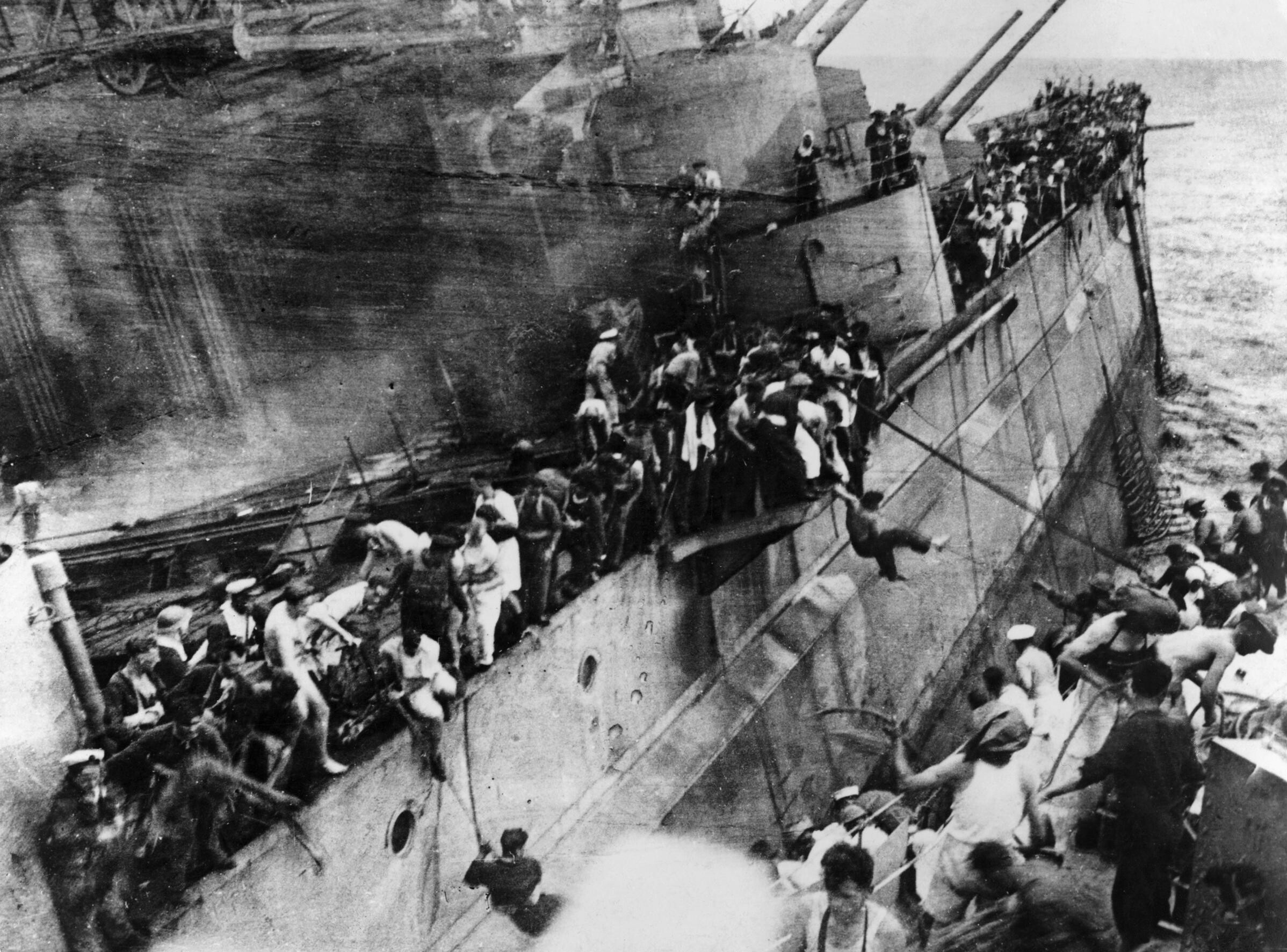
Marynarze opuszczający „Prince of Wales” przechodzą na pokład niszczyciela HMS Express (1934)

W tym samym czasie nad brytyjskie okręty nadleciało kolejnych 26 samolotów torpedowych. Jedna z eskadr (sześć maszyn) zaatakowała „Prince of Wales”. Trzy (zgodnie z wynikami oględzin wykonanych przez nurków – według wcześniejszych relacji trafić miały cztery torpedy) z sześciu torped trafiły w prawą burtę: pierwsza w dziobnicę, powodując nieznaczne uszkodzenia tej części okrętu; druga w rejonie wieży „B” artylerii głównej, poniżej pasa pancernego; trzecia w rufę, na wysokości zewnętrznej śruby napędowej. Do wnętrza kadłuba wlało się kolejne 18 000 ton wody, a prędkość maksymalna spadła do 8 węzłów. O 12.33, w ostatnim ataku samolotów bombowych jedna z bomb trafiła w śródokręcie „Prince of Wales”, przebiła pokład katapultowy i eksplodowała w sali kinowej, zamienionej na czas bitwy na punkt pierwszej pomocy. W wyniku wybuchu zginęła większość ze znajdujących się tam ponad 200 marynarzy. Załoga rozpoczęła przygotowania do opuszczenia pancernika. O godzinie 13.15 dowódca wydał rozkaz opuszczenia okrętu, który osiem minut później przewrócił się do góry stępką i zatonął na pozycji 3°34′12″N, 104°27′48″E, około ośmiu mil morskich od zatopionego wcześniej „Repulse”. Zginęło 327 z 1612 osób załogi, razem z admirałem Philipsem i dowódcą okrętu komandorem Leachem, którzy z własnej woli pozostali na mostku okrętu. Wielu uratowanych zawdzięcza życie dowódcy niszczyciela „Express”, komandorowi F.J. Cartwrightowi, który z narażeniem własnego okrętu podszedł do burty tonącego pancernika i pozostał tam tak długo, jak to było możliwe, umożliwiając marynarzom bezpieczne przejście na pokład. Ocalono również pokładowego kota-maskotkę imieniem Blackie. Krążące wówczas wciąż nad okrętami japońskie samoloty nie próbowały przeszkadzać w akcji ratowniczej.
18 grudnia nad akwenem bitwy przeleciał pojedynczy samolot Mitsubishi G4M1 „Betty”, pilotowany przez porucznika (Daii) Haruki Iki, który zrzucił do wody dwa bukiety kwiatów, w hołdzie dla poległych: swoich kolegów z 22. Flotylli oraz załóg obu okrętów.

## Wrak pancernika

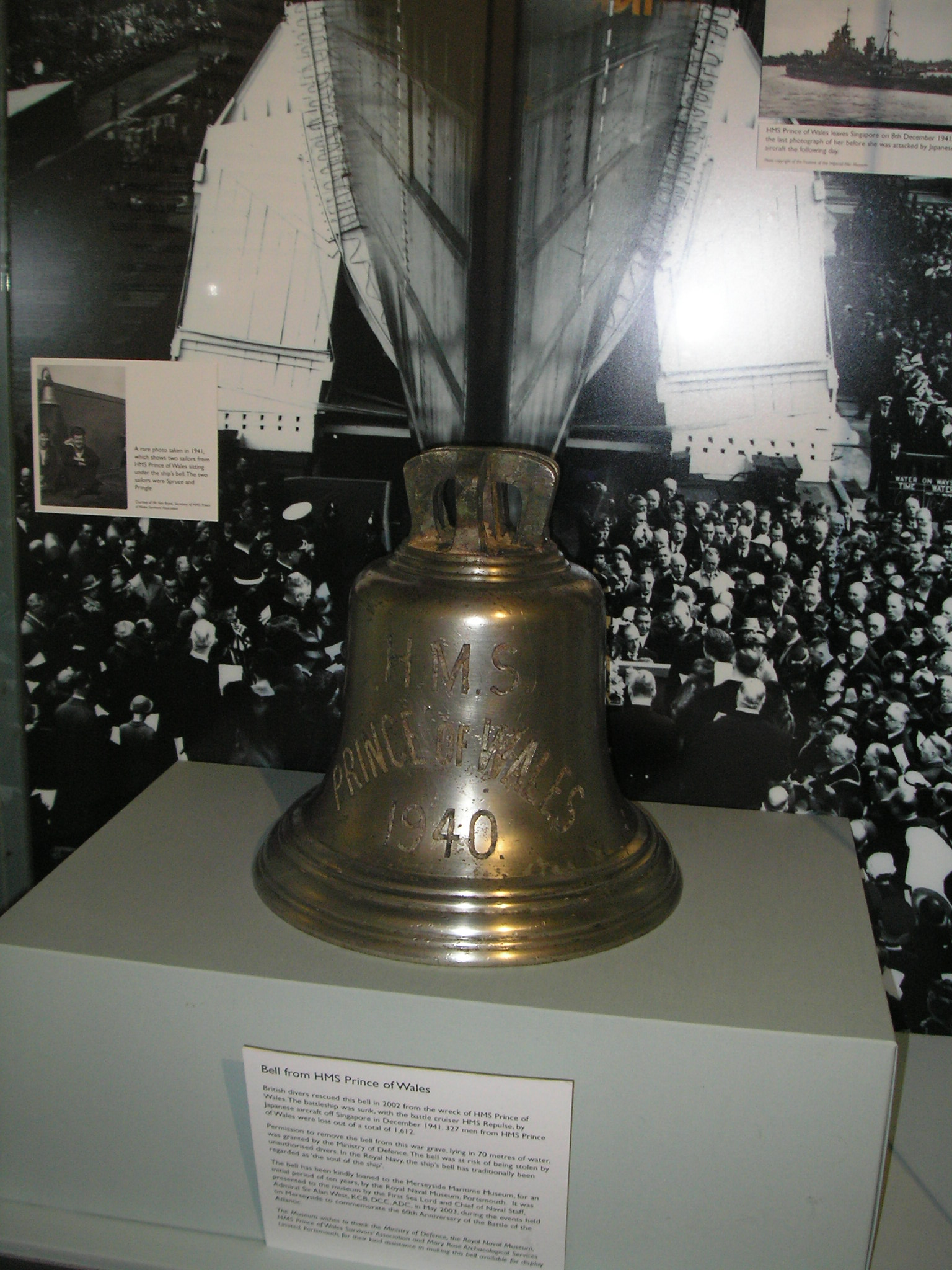
Dzwon okrętowy „Prince of Wales” w Merseyside Maritime Museum w Liverpoolu. W tle widoczne zdjęcie z ceremonii wodowania okrętu.

Wraki obu zatopionych pod Kuantanem okrętów zostały zlokalizowane przez Japończyków w 1942 roku, wkrótce po ustaniu walk na Malajach. Przy wykorzystaniu okrętu ratowniczego „Seishu” podjęli oni próby zejścia do „Prince of Wales”, przede wszystkim w celu odnalezienia i wydobycia elementów wyposażenia radarowego, ale z uwagi na dużą głębokość działania nurków okazały się bardzo utrudnione lub wręcz niemożliwe. W późniejszym okresie wojny, w obliczu rozwijającej się ofensywy alianckiej, zaniechano wszelkich prac podwodnych na obu okrętach. Brytyjczycy zlokalizowali wraki ponownie z pokładu niszczyciela „Defender”, 23 kwietnia 1954 roku. Pierwsze nurkowania na „Prince of Wales” przeprowadzono pod koniec lat 50., bardziej szczegółowe badania okrętu i jego uszkodzeń wykonała w kwietniu i maju 1966 roku wspólna ekspedycja nurków Royal Navy i Royal Australian Navy. Do jednego z wałów napędowych okrętu przymocowano wówczas linkę z boją, na której zawieszono brytyjską banderę. Jest ona regularnie wymieniana na nową podczas kolejnych badań.
Wraki „Prince of Wales” i „Repulse” zostały uznane przez Parlament za groby wojenne 840 poległych na nich marynarzy i jako takie podlegają szczególnej ochronie. W związku z tym wyprawy nurków floty, dokonywane w ich rejonie, nie obejmują badań wnętrza okrętów. W 2002 roku wydobyto dzwon okrętowy „Prince of Wales”, który znajduje się obecnie w Merseyside Maritime Museum w Liverpoolu. Podczas kolejnej ekspedycji, w 2007 roku, trzej nurkowie: Australijczyk Kevin Denlay oraz Brytyjczycy Andrew Fock i Graham Sharpe Paul wykonali 47 zanurzeń do pancernika, badając uszkodzenia doznane podczas ostatniej bitwy i zatonięcia. W 2008 roku płetwonurek Craig Allen wpłynął do wnętrza tunelu zniszczonego eksplozją lewego zewnętrznego wału napędowego. Nie naruszył tym jednakże chronionej przestrzeni grobu wojennego, ponieważ w obrębie tunelu w normalnych warunkach nie przebywali ludzie z załogi. Nurkowie odnaleźli i opisali cztery przebicia kadłuba po eksplozji torped lotniczych: jedno na lewej burcie na rufie, w rejonie zniszczonego wału napędowego oraz trzy na prawej burcie. Ponadto zlokalizowano inne uszkodzenia, powstałe zapewne w wyniku przyburtowych wybuchów bomb lub torped oraz podczas opadania i uderzenia kadłuba o dno.
Wrak „Prince of Wales” leży na piaszczystym dnie, stępką do góry, na głębokości 68 metrów, przechylony o około 15° do 20° na lewą burtę, w dnie schowane są nadbudówki i większość uzbrojenia. Okręt zachował się w całości, od kadłuba oderwały się jedynie dźwigi, jedna z armat kal. 133 mm i drobniejsze elementy, jak fragmenty tratw ratunkowych Carleya. Najwyższym punktem wraku jest prawa stępka przeciwprzechyłowa, znajdująca się na głębokości 47 metrów.